# Довгалівська сільська рада (Білогірський район)
49°53′37″ пн. ш. 26°16′17″ сх. д. / 49.89361° пн. ш. 26.27139° сх. д.

Довгалівська сільська́ ра́да — колишній орган місцевого самоврядування, територія якого відносилась до складу ліквідованого Білогірського району Хмельницької області, Україна. Центром сільради було село Довгалівка. Рада утворена у 1921 році. У 2020 році приєднана до складу Ямпільської селищної громади.

## Основні дані
Сільська рада розташована у південно-західній частині Білогірського району, на південний захід від районного центру Білогір'я, на берегах невеликої річки Калинівка (18 км).
Населення сільської ради становить — 615 осіб (2001). Загальна площа населених пунктів — 1,67 км², сільської ради, в цілому — 21,49 км². Середня щільність населення — 28,62 осіб/км².

### Населення
Зміна чисельності населення за даними переписів і щорічних оцінок:
| Роки      | 1986  | 2001 | 2010 | 2011 |
| --------- | ----- | ---- | ---- | ---- |
| Населення | 1 200 | ▼615 | ▼532 | ▼529 |

## Адміністративний поділ
Довгалівській сільській раді підпорядковуються 2 населених пункти, села:
- Довгалівка
- Москалівка

## Господарська діяльність
Основним видом господарської діяльності населених пунктів сільської ради є сільськогосподарське виробництво. Воно складається із фермерських, одноосібних та індивідуальних присадибних селянських господарств. Основним видом сільськогосподарської діяльності є вирощування зернових, технічних та кормових культур; допоміжним — вирощування овочевих культур та виробництво м'ясо-молочної продукції.
На території сільради працює три магазини, загально-освітня школа I–II ст. на 100 місць, дитячий садок, сільський клуб, Довгалівське поштове відділення, АТС, фельдшерсько-акушерський пункт (ФАП), водогін — 3,3 км, газопровід — 4,1 км. Газифіковано всі три населенні пункти сільської ради.
На території сільради діє «Свято-Михайлівська» церква Української православної церкви.

## Автошляхи та залізниці
Протяжність комунальних автомобільних шляхів становить 7,2 км, з них:
- із твердим покриттям — 4,5 км;
- із асфальтним покриттям — 1,8 км;
- із ґрунтовим покриттям — 0,9 км.

Протяжність доріг загального користування 5,5 км:
- із твердим покриттям — 2,1 км;
- із асфальтним покриттям — 3,4 км;

Найближча залізнична станція: Лепесівка (в Ямполі), розташована на залізничній лінії Шепетівка-Подільська — Тернопіль.

## Річки
Територією сільської ради, із півдня — південного сходу на північ — північний захід, протікає невелика річка Калинівка, права притока Горині (басейн Прип'яті).